# 商瑭
商 瑭（しょう とう、生没年不詳）は、モンゴル帝国（大元ウルス）に仕えた漢人官僚の一人。字は礼符。クビライに仕え京兆地方の経営に尽力した商挺の息子の一人。

## 概要
商瑭はモンゴルに仕えるとまず右衛屯田千戸とされたが、病により32歳にして職を辞した。その後郷里に戻ると、晦道堂と名付けた施設を築いたが、これは北宋の仁宗に仕えて太子中舎人となった七世の祖の商宗弼にあやかったものであった。